# Expédition de la rivière Yellowstone

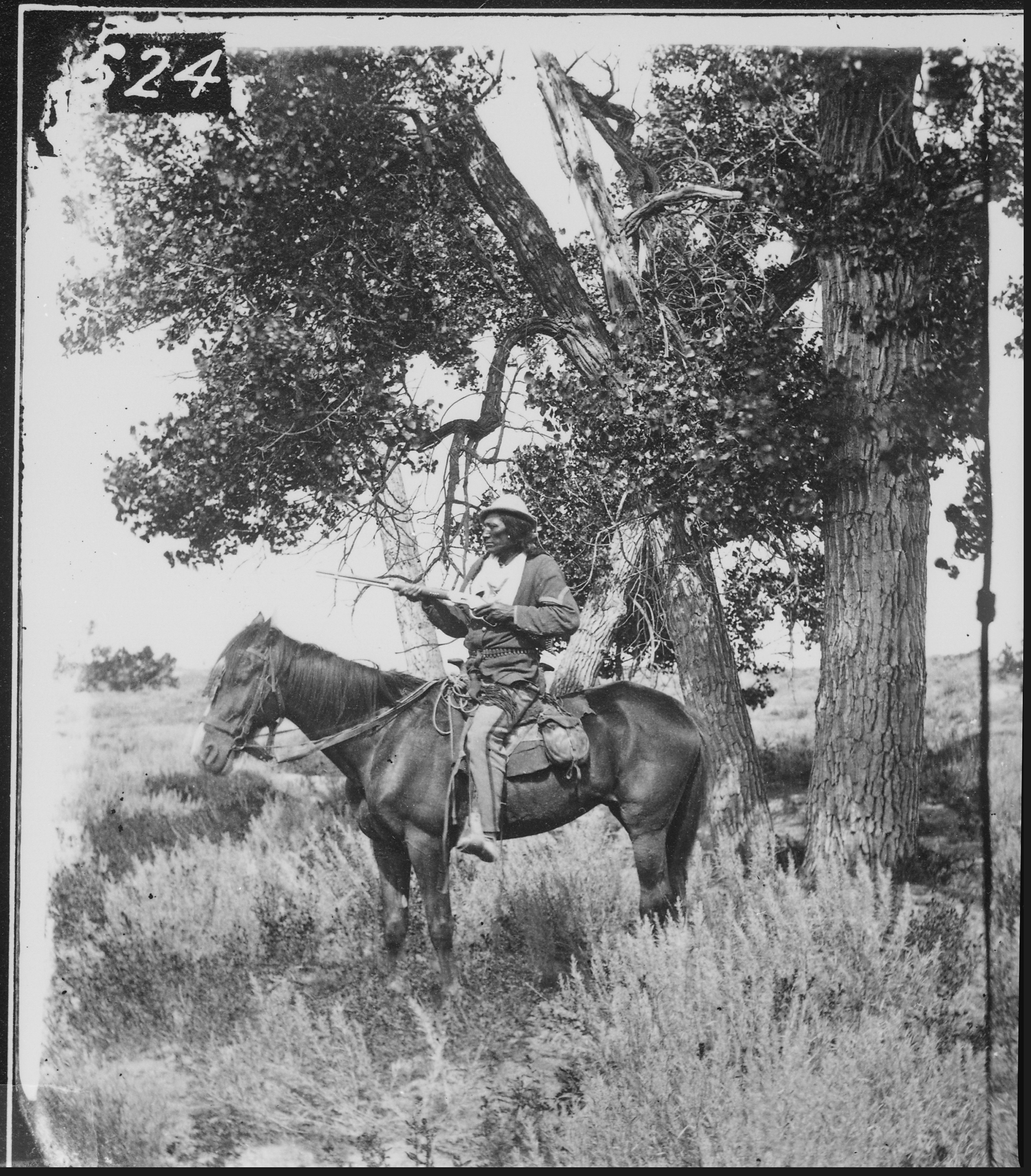
« Couteau sanglant », l'éclaireur du général Custer, lors de l'expédition de la rivière Yellowstone, 1873

L'expédition de la rivière Yellowstone est une expédition entreprise par 1 500 militaires américains au cours de l'été 1873, le long de la rivière Yellowstone, affluent du Missouri, vers le sud-ouest du Montana. L'expédition avait pour but d'établir le futur tracé de la Northern Pacific Railway sur plus de 500 miles, en plein territoire amérindien inexploré. Le tracé avait relié dès le début juin la future ville de Bismarck au confluent du Missouri et de l'Heart River. Le général Custer est accompagné du général Tom Lafayette Rosser, son ex-camarade de chambrée à West Point, tandis que le chef de l'expédition est le général David Sloane Stanley, un alcoolique qui déteste Custer.
L'expédition inclut des ingénieurs, techniciens et géomètres chargés d'étudier le futur parcours ferroviaire, en repérant lacs, rivières et reliefs accidentés. Ils sont protégés par une petite armée de 1 500 soldats, qui vont se heurter aux Sioux, menés par le chef Sitting Bull, les 4, 11 et 16 août, au niveau de la ville actuelle de Miles City. Dans ses carnets, le général Custer le présente comme « S.B. », pour ne pas lui faire de publicité. Ces escarmouches causent plusieurs morts des deux côtés. L'armée américaine doit faire demi-tour.
Ces combats contre les Amérindiens, en particulier ceux du 4 et du 11 août, et ce demi-tour forcé sont relatés dans le rapport précis rédigé par Custer, qui est publié par le New York Tribune le 6 septembre. L'envoyé spécial du New York Times, Charles Loring Brace, note que la plupart des choses vont bien pour la compagnie mais s'inquiète sur deux points : les Amérindiens vont-ils laisser faire et le grand nombre de petits actionnaires n'amplifierait-il pas les (éventuels) problèmes ? « Toute calamité pour la compagnie serait une infortune nationale », écrit-il de retour de l'Ouest, en soulignant que la compagnie a besoin de placer ses obligations, tout en notant qu'à long terme, c'est-à-dire à horizon de dix ans, les perspectives sont bonnes.
Ces récits minèrent la confiance de Wall Street dans la compagnie des chemins de fer Northern Pacific Railway, qui avait déjà été confrontée à des retards dans la pose des rails jusqu'à Bismarck.
Ce scepticisme croissant fait rater le placement d'une émission obligataire géante, destinée aux investisseurs européens alors que la société avait déjà été financée par Jay Cooke, le prestigieux banquier de la guerre de Sécession, à hauteur de 200 millions de dollars, celui-ci conservant la plupart des obligations émises. En conséquence de quoi le cours de ces obligations chute, provoquant la faillite, le 18 septembre 1873, du principal actionnaire et créancier de la Northern Pacific Railway. À peu près au même moment, la décision du gouvernement américain de refinancer pour 300 millions de dollars d'obligations, à un taux d'intérêt moins élevé, n'y change rien.
Pour tenter de rétablir un minimum de confiance, la Northern Pacific Railway annonce dans une interview de Wilkeson, dès le 19 septembre, que la construction de la ligne dans le Yellowstone est reportée. 
Mais ce n'est pas suffisant. Le 20 septembre, Wall Street doit fermer dix jours : c'est la panique du 18 septembre 1873, qui déclenche la faillite de 57 sociétés financières et ensuite la Grande Dépression. Les 8 et 13 septembre, deux autres banques impliquées dans les faillites ferroviaires avaient déjà déposé leur bilan, New-York Warehouse Security et Kenton Cox. La Northern Pacific Railway reçoit des dotations de terrain de l’État pour 7,5 millions d'acres, qu'elle parvient à échanger contre des obligations détenues par les porteurs les plus en colère, ce qui lui permet de retarder de deux ans sa mise en faillite.
Il faudra attendre 1882 pour que la voie ferrée traverse le Missouri reliant la vallée de la Yellowstone à Chicago et à la côté est. Entre-temps, le général Custer s'est lancé l'été suivant dans une autre opération à grand spectacle, l'expédition des Black Hills, où il est cette fois question de découvrir de riches gisements aurifères.